# Onthophagus guttatus
Onthophagus guttatus là một loài bọ cánh cứng trong họ Bọ hung (Scarabaeidae).